# Mikroskop
 Ovo je glavno značenje pojma Mikroskop. Za druga značenja pogledajte Mikroskop (razdvojba).
Mikroskop (od grč. μικρός: malen, sitan + σκοπέω: promatram, gledam; arh. sitnozor) je instrument koji daje uvećane slike bliskih predmeta, koji se ne bi mogli promatrati golim okom. Normalno oko najjasnije raspoznaje predmete na udaljenosti od približno 250 milimetara. Predmeti bliži od 100 milimetara izgledaju nejasni, jer njihovu sliku oko ne može izoštriti. Mikroskop omogućuje da se predmet promatra pod širokim vidnim kutom, to jest kao da je maksimalno približen oku, a da istodobno njegova slika ostane oštra i jasna. Takav se učinak u manjoj mjeri postiže povećalom, jakom sabirnom lećom ili sustavom optičkih leća, kojemu je žarišna daljina veća od 10 milimetara, dok je za mikroskop žarišna daljina, a time i udaljenost predmeta od objektiva, redovito manja. Tehnika proučavanja malih predmeta s pomoću mikroskopa zove se mikroskopija. Na predmetno stakalce stavljmo predmet koji želimo gledati i obavezno staviti kapljicu vode. Nakon toga stavljamo pokrovno stakalce. Stavimo predmetno stakalce na stolić. I nakon toga se može mikroskopirati.

## Objašnjenje
Za veliko povećanje slika vrlo sitnih predmeta za proučavanje strukture različitih tijela služi mikroskop. U biti on se sastoji od dviju sabirnih ili konveksnih leća koje su centrično smještene u jednoj cijevi, tubusu. Optička leća koja stoji nasuprot predmetu, takozvani objektiv, ima malu žarišnu daljinu i mali promjer. Objektiv se prema predmetu namjesti tako da se predmet nalazi izvan žarišne daljine. Kako je predmet vrlo malen, osvjetljava se pomoću konkavnog (ispupčenog) sfernog zrcala. Pomoću objektiva dobiva se od predmeta stvarna (realna), obrnuta i uvećana slika. Ta se slika promatra drugom lećom većeg promjera koja se zove okular, a smještena je tako da stvarna slika, koju daje objektiv, pada blizu žarišne daljine okulara. Okular koji pri tom služi kao povećalo stvara uvećanu i prividnu (virtualnu) sliku predmeta na daljini jasnog vida, to jest na daljini od 250 milimetara. 
Povećanje s mikroskopom može biti i do 3 000 puta, pa se njime mogu vidjeti mikroorganizmi koji se inače prostim okom ne bi mogla vidjeti. Najmanja veličina predmeta koja se običnim mikroskopom može vidjeti iznosi približno 3∙10-4 mm (0,3 μm). 
Osim običnog mikroskopa postoji i ultramikroskop koji se osniva na takozvanoj rasvjeti tamnim poljem. Pustimo li zrake Sunčeve svjetlosti u tamnu sobu, vidjet ćemo sitne čestice prašine koje kod obične svjetlosti ne bismo vidjeli. Kažemo da je to rasvjeta tamnim poljem. Tako i u mikroskopu čestice koje kod obične svjetlosti ne bismo vidjeli postaju vidljive ako primijenimo bočnu rasvjetu. S ultramikroskopom možemo vidjeti čestice do 5∙10-6 mm (0,005 μm).

## Mikroskop kroz povijest
Još u 13. stoljeću ljudi su znali brusiti leće za naočale. Prvi složeni mikroskop konstruirao je Nizozemac Zacharias Janssen 1590. Njegov je instrument imao jednu sabirnu ili konveksnu leću (objektiv) i jednu rastresnu ili konkavnu leću (okular). Prema zamisli J. Keplera konstruirao je C. Scheiner 1628. mikroskop u kojem su obje leće bile sabirne ili konveksne. Takav je mikroskop imao znatno šire vidno polje, te je postao prototip modernih optičkih mikroskopa. R. Hooke prvi se za osvjetljivanje predmeta služio umjetnom svjetlošću i dao prvi opis biljnih stanica (1665.). Nizozemski brusač stakla A. van Leeuwenhoek konstruirao je instrumente koji su povećavali do 250 puta. S pomoću njih je od 1673. do 1683. otkrio naljevnjake ili infuzorije ((na primjer papučica, ameba, euglena)), eritrocite, leukocite, spermatozoide, bakterije i drugo. C. Huygens je oko 1684. sastavio okular od dviju optičkih leća, kakav se upotrebljava i danas. Njemački fizičar E. Abbe uveo je 1878. imerziju s cedrovim uljem, 1886. konstruirao akromatski objektiv, te izumio kompenzacijske okulare i poseban kondenzor za osvjetljivanje.

## Vrste mikroskopa
Mnoge vrste mikroskopa opskrbljene su posebnim uređajima za snimanje.

### Optički mikroskop
Optički mikroskop (na primjer biološki mikroskop) na svakom kraju metalne cijevi (tubusa) imaju po jedan sustav leća: na donjem kraju, iznad predmeta koji se promatra, objektiv, a na gornjem kraju okular. 

#### Objektiv
Objektiv je u suvremenim mikroskopima sastavljen od više optičkih leća malene žarišne duljine, koje djeluju kao jedinstvena sabirna ili konveksna leća. Kako bi se dobila što jasnija slika, u takvim su sustavima ispravljene (korigirane) pogreške leća (kromatska i sferna aberacija, zakrivljenost ravnine slike). 
S obzirom na način upotrebe, objektivi mikroskopa mogu biti suhi, za mala i srednja povećanja, i imerzijski, radi dovođenja predmeta što bliže objektivu i povećanja indeksa loma za velika povećanja. Prednja optička leća ovih posljednjih uranja se pri upotrebi u cedrovo ulje (koje ima jednak indeks loma kao i staklo), čime se povećava moć razlučivanja mikroskopa. Većina suvremenih optičkih mikroskopa ima po nekoliko (2 do 5) različitih objektiva koji se mogu lako mijenjati. 

#### Okular
Okular je obično složen od dviju ili više jednostavnih leća koje djeluju kao jedna sabirna ili konveksna leća. Upotrebljavaju se i mikroskopi s dvama okularima (binokularni mikroskopi), s pomoću kojih se predmet može istodobno promatrati s oba oka. Predmet koji se promatra nalazi se na stoliću mikroskopa; osvjetljuje se odozdo, ako je tanak i proziran, s pomoću sfernog zrcala i kondenzora, ili odozgo (na primjer kod metalografskoga mikroskopa), ako se promatraju pojedinosti na ravnoj neprozirnoj površini. Objektiv iznad predmeta stvara njegovu uvećanu sliku; ta se slika promatra okularom, koji ju ponovno uvećava, tako da je konačno uvećanje umnožak uvećanjâ dobivenih objektivom i okularom. Suvremeni optički mikroskopi mogu s imerzijskim objektivom uvećati sliku objekta do 2 000 puta. 

#### Moć razlučivanja
Osim sposobnosti uvećavanja, važna je značajka mikroskopa njegova moć razlučivanja. To je najmanja udaljenost na kojoj se dva susjedna dijela u nekoj strukturi još mogu vidjeti odvojeno, a ovisi o takozvanoj numeričkoj aperturi objektiva i o duljini vala svjetlosti koja služi za rasvjetu. Po takozvanom Reyleighovu kriteriju mogu se razlučiti dva dijela minimalno udaljena za:
{\displaystyle d={\frac {0,61\cdot \lambda }{n\cdot \sin \theta }}}
gdje je: λ - valna duljina svjetlosti, n - indeks loma sredstva u kojem se promatra (zrak, cedrovo ulje ili drugo), a ϑ - polovica vršnoga kuta stošca kojemu je vrh u točkastom promatranom predmetu, a baza mu je površina leće objektiva. Nazivnik izraza naziva se numerička apertura: 
{\displaystyle A=n\cdot \sin \theta }
Recipročna vrijednost 1/d naziva se moć razlučivanja. Tehnički je udaljenost d ograničena na manju vrijednost i za najsavršenije instrumente i iznosi približno 0,25 μm.

### Reflektorski mikroskop
Primjena mikroskopa u različitim granama znanosti i tehnike dovela je do konstrukcije više specijalnih tipova instrumenata. Tako postoji reflektorski mikroskop, koji je prvi opisao I. Newton 1672. 

### Ultramikroskop
S pomoću ultramikroskopa mogu se na temelju Tyndallova učinka promatrati i predmeti koji su sitniji od normalne mikroskopske granice vidljivosti (na primjer koloidne čestice). 

### Polarizacijski mikroskop
U mineralogiji i kristalografiji upotrebljava se polarizacijski mikroskop za promatranje u polariziranoj svjetlosti. 

### Fluorescencijski mikroskop
Fluorescencijski mikroskop služi u biologiji za promatranje i diferenciranje organizama ili tkiva koja fluoresciraju pod ultraljubičastim zračenjem. 

### Mikroskop s faznim kontrastom
Mikroskop s faznim kontrastom ili faznokontrastni mikroskop omogućuje promatranje malih razlika u lomu svjetlosti, što se primjenjuje za promatranje procesa u živim stanicama. Kod njega se posebnim postupkom osvjetljivanja čine vidljivim veoma male razlike u indeksu loma ili debljini prozirnih uzoraka. Pri promatranju bezbojnih prozirnih uzoraka pomoću običnog mikroskopa veoma je teško ili nemoguće raspoznati strukturu tih uzoraka zbog nepostojanja kontrasta. Da bi se povećao kontrast, razvijene su metode pripreme (preparacije) uzorka (na primjer bojenje). Ta priprema uzorka uzrokuje kemijske ili fizikalne promjene uzorka, posebno živih bioloških stanica. Upotrebom faznokontrastnog mikroskopa omogućeno je promatranje strukture prozirnih bezbojnih uzoraka bez ikakva zahvata na uzorku, pa je takav mikroskop naročito važan u medicinskim i biološkim istraživanjima gdje je potrebno proučavati žive stanice.

### Interferencijski mikroskop
Kod interferencijskoga mikroskopa predmet se promatra u dvama koherentnim vidnim poljima koja kontrast postižu na temelju pojave interferencije svjetlosti. 

### Ultraljubičasti mikroskop
Ultraljubičasti mikroskop ima optiku od kremena, a sadrži elektroničke uređaje koji omogućuju pretvorbu nevidljive slike u ultraljubičastom spektralnom području u vidljivu sliku. 

### Rendgenski mikroskop
Rendgenski mikroskop upotrebljava se u mikroradiografiji. 

### Metalografski mikroskop
Metalografski mikroskop služi za ispitivanje mikrostrukture metala i slitina. 

### Stereoskopski mikroskop
Stereoskopski mikroskop upotrebljava istodobno dva okulara i dva objektiva, a služi za promatranje neprozirnih predmeta i neravnina, obično uz uvećanje do 100 puta. 

### Elektronski mikroskop
Za razliku od optičkih mikroskopa, elektronski mikroskop umjesto elektromagnetskoga zračenja koristi snopove elektrona, a umjesto optičkih leća električna i magnetska polja. 

### Pretražni mikroskop s tuneliranjem
Pretražnim mikroskopom s tuneliranjem se na razini atoma promatraju površine metala i drugih električki vodljivih materijala.

## Vanjske poveznice
|  | Zajednički poslužitelj ima još gradiva o temi Mikroskop |